# Zygfryd III z Eppstein
Zygfryd III z Eppstein, Siegfried III. von Eppstein (ur. 1194, zm. 9 marca 1249 w Bingen) – arcybiskup Moguncji.